# Fly Salone
Fly Salone war eine britische virtuelle Fluggesellschaft, die Flüge nach Sierra Leone vermarktete und im Wetlease durchführen ließ. Sie hat den Betrieb im März 2016 eingestellt.

## Geschichte
Nachdem British Airways wegen der Ebolafieber-Epidemie 2014 nicht mehr nach Sierra Leone und Liberia flog, nutzten die Hauptinvestoren Jihad Saleh and Sam H. Sabrah, die Marktlücke und gründeten mit Unterstützung der sierra-leonischen Regierung die virtuelle Fluggesellschaft Fly Salone, deren Vorsitz Sam Sabrah übernahm.
Die Gesellschaft besaß kein Air Operator Certificate und beauftragte Icelandair mit der Durchführung ihrer Flüge. Im Rahmen der ACMI-Miete kam eine Boeing 757-200 (TF-FIW) im Wetlease zwischen London-Gatwick und dem Freetown International Airport in Sierra Leone zum Einsatz. Der Erstflug fand am 11. Dezember 2015 statt. Die Route wurde anfangs zweimal, später einmal pro Woche beflogen.
Nach nur drei Monaten stellte die virtuelle Gesellschaft den Betrieb am 17. März 2016 aufgrund von Finanz- und Sicherheitsproblemen ein und wurde daraufhin liquidiert.